# Helen Morgan (Miss Monde)
Pour les articles homonymes, voir Helen Morgan (homonymie) et Morgan.
Helen Morgan est un mannequin britannique, née le 29 septembre 1952 à Barry au pays de Galles.

## Biographie
Elle a travaillé dans une banque, avant d'être couronnée Miss pays de Galles 1974, Miss Royaume-Uni 1974, et Miss Monde 1974.
Elle démissionne quatre jours après sa victoire, car elle a un enfant de 18 mois sans être mariée et cela pose un problème à la presse britannique (elle n'a jamais caché son enfant, reconnu par le père, et a respecté le règlement). Elle est la première Miss Monde a démissionner. Quelques mois plus tôt, en 1973, avait eu lieu la première destitution d'une Miss Monde, pour avoir eu une liaison alors qu'elle était en couple.
Sa remplaçante est Anneline Kriel, représentante de l'Afrique du Sud.